# Ірина (імператриця Трапезунда)
Ірина I (грец. Ειρήνη Παλαιολογίνα; бл. 1315 — після 1341) — імператриця Трапезунда в 1340—1341 роках.

## Життєпис
Походила з династії Палеологів. Позашлюбна донька Андроніка III, імператора Візантії. У 1335 році вийшла заміж за втрапезундського імператора Василя I. Незабаром після весілля відносини з чоловіком погіршилися, внаслідок чого імператор Траезунда розлучився, а 1339 року оженився з іншою. Константинопольський патріарх Іоан XIV Калека розцінив це як перелюб і двоєженство Василя I. Підтримка патріарха також була обумовлена політичним чинником — підтримкою династії Палеологів. Втім у квітні 1340 року Василь I раптово помер, ймовірно, отруєний Іриною.
Ірина Палеолог, яку ще за життя її чоловіка частина знаті і духовенства визнавала за законну дружину, зуміла захопити трон. Нову дружину чоловіка з дітьми відправила до Константинополя. Також вона попросила батька підшукати собі чоловіка серед візантійської знаті, який зміг би допомогти в утриманні влади. Проте ще до того Андронік III помер, сама Ірина незабаром закохалася в одного з місцевих аристократів, призначивши того великим доместиком, що розкололо двір на "партії": родина Аміцантарантів і візантійські найманці («партія імператриці»); архонти на чолі з Цаніхітом, доместіком схол («грузинська партія»); великий дука Іоанн Євнух («партія Михайла»). Архонти Цаніхіта зміцнилися в столичному монастирі святої Євгенії, поруч з імператорським палацом. Протягом двох місяців вони щодня вступали в сутички з прихильниками імператриці Ірини. 2 липня 1340 року великий дука Іоанн перейшов на бік Ірини, за цим спрямував свої облогові машини проти монастиря, зруйнувавши його майже повністю і перемігши заколотників, Цаніхіт і його прихильники були взяті в полон і відправлені в Лімнії, де страчені наступного року.
Тим часом в межі держави вдерлися огузи, що дійшли до самої столиці. Перша атака була відбита, але в липні 1341 року деморалізована армія Ірини не змогла з ними впоратися, і огузи, хоча і не взяли міські стіни, спалили передмістя і контори іноземних купців. Ситуація ускладнилася епідемією чуми або іншої хвороби.
Невдовзі рештки представників «грузинської партії» оголосили Анну, сестру імператора Василя I. своїм очільником. Доволі швидко Ірину Палеолог було повалено. 13 днів по тому Михайло, родич Василя I, прибув у супроводі 3 візантійських галер. Шляхта і архієпископ Акакій спочатку вітали Михайла і дали йому клятву вірності, але вночі полонили його в палаці і перебили його почт. Ірина разом з Михайлом були вислані до Константинополя. Про подальшу діяльність відсутні відомості.